# Eugeniusz Żak
Eugeniusz Żak  (1884. december 15. – Párizs, 1926. január 15.) zsidó származású lengyel festő és illusztrátor. Az École de Paris fontos képviselője.

## Élete
Asszimilálódott zsidó családból származott, az édesapja mérnökként dolgozott. Még kisgyermek volt, amikor a családjával együtt Varsóba költözött, ahol a középiskolai tanulmányait folytatta. 1901-ben Párizsba ment, ahol 1902-ben az Ecole des Beaux-Arts és az Académie Colarossi egyetemen tanult Albert Besnardnál. Párizsban barátai voltak: Leopold Gottlieb, Roman Kramsztyk, Mela Muter és Elie Nadelman.
Aktív volt a párizsi Lengyel Művészek Társaságában. Itt a Salon d’Automne-ban, a Salon des Indépendantsban (Függetlenek Szalonjában) állította ki munkáit. Sőt, 1910-ben részt vett a berlini Secession kiállításon Kramsztykkal. Hírnevét annak köszönhetett, hogy 1910-ben a francia kormány megvásárolta egyik képét a Musée du Luxembourg (Luxemburgi Múzeum) számára.
1911-ben került sor Eugeniusz Żak munkáinak első egyéni kiállítására a Druet Galériában. Az alkotó Adolf Basler és André Salmon kritikusokkal barátkozott. 1912-ben az Académie La Palette oktatója lett, majd egy évvel később feleségül vette Jadwiga Kont. 1914-ben és 1916-ban beutazta Dél-Franciaországot és Svájcot, majd Częstochowába ment, ahonnan felesége származott.
Gyakran tartózkodott Varsóban, ahol közreműködött a Rytm művészeti csoport létrehozásában. 1922-ben végül úgy döntött, hogy kivándorol Lengyelországból, kezdetben Berlinben, majd Bonnban maradt, ahol Fritz August Breuhaus építész házának belső dekorációján dolgozott. Ekkor kezdett együttműködni a Kunst und Deutsche Dekoration magazinnal, ahol kortárs művészekről írt. 1923-ban visszaköltözött Párizsba, ahol barátai, Zygmunt Menkes és Marc Chagall szálltak meg, majd megalapította saját művészeti galériáját, a Gallerie Zakot.
1925 végén ajánlatot kapott, hogy legyen a kölni Képzőművészeti Akadémia festészeti karának rektora, de a művész hirtelen halála megakadályozta az állás elfogadását. Żak 41 éves korában szívinfarktusban hunyt el. A halála után felesége, Jadwiga vette át a galéria vezetését.

## Munkássága
A művész nem a természetből festett, főleg képzeletből alkotott. Munkásságának kezdeti időszakában számos szangvinikus fej- és mellrajzot készített, amelyeket a reneszánsz művészet ihletett. Énekeseket és táncosokat ábrázoló festészetére Toulouse-Lautrec festményei hatottak. Később idilli kompozíciókat készített, amelyekben a táj hátterében apró emberi alakok jelentek meg. 1917-től elnyújtott testarányú részegek, táncosok és harlekinek figuráit festette.
Műveiben Cézanne, Chavannes művészetének, Picasso korai munkásságának, az itáliai quattrocento és a Pont-aveni iskola hatása érzékelhető.

## Képgaléria
Figurák

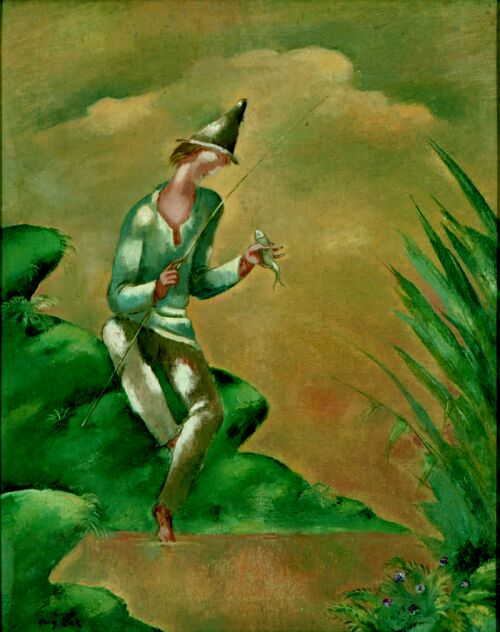
A halász
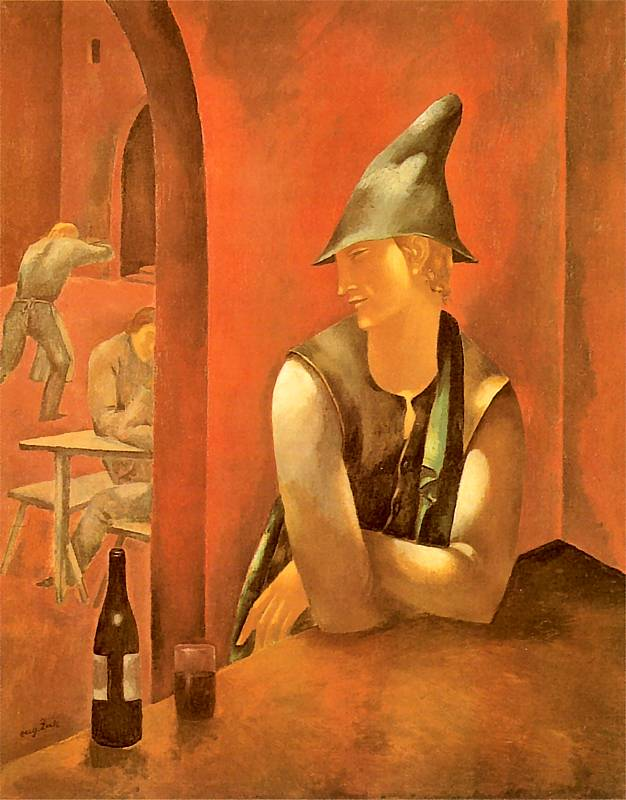
A kabaréban
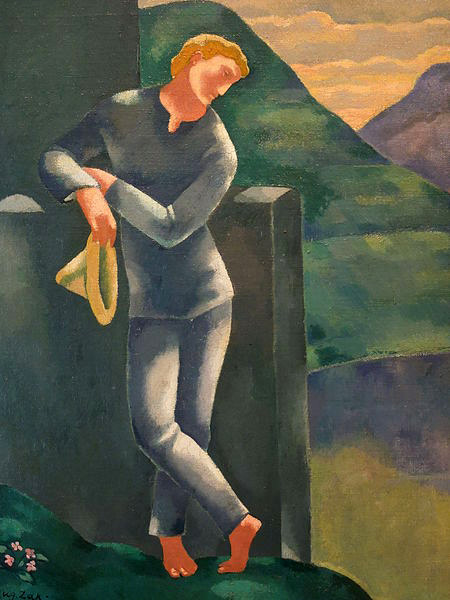
Múzsa
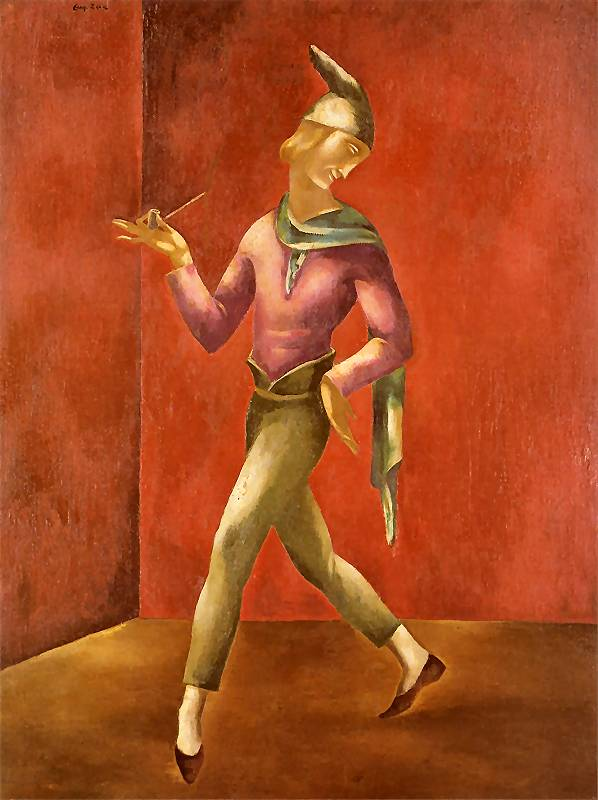
Pierrot
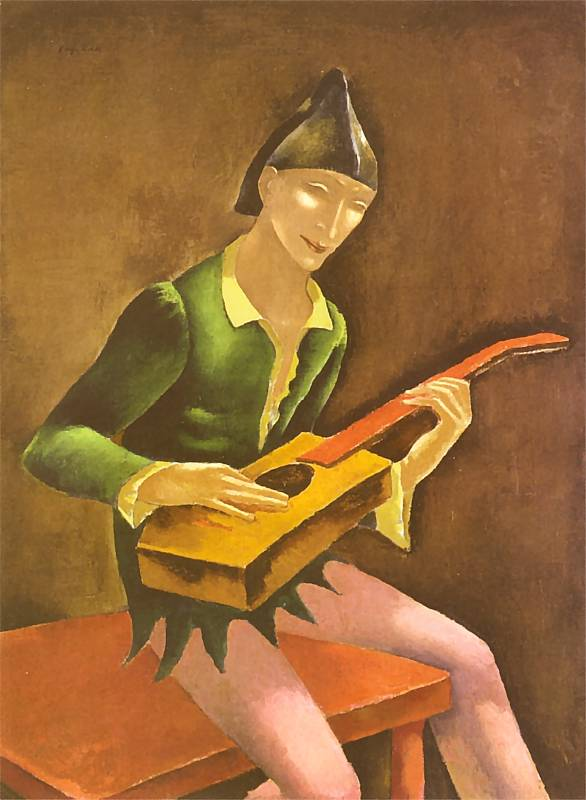
A művész

Portrék

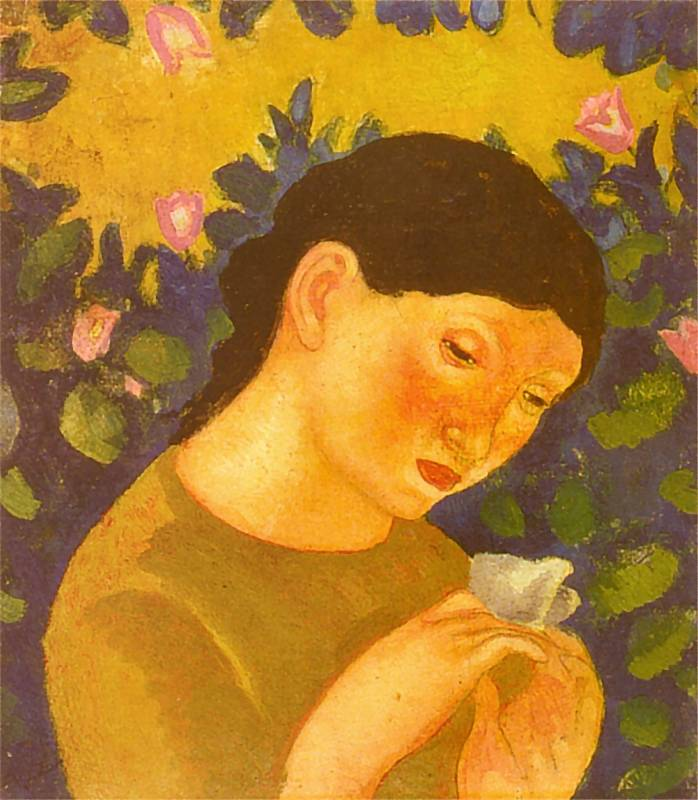
Lány pillangóval
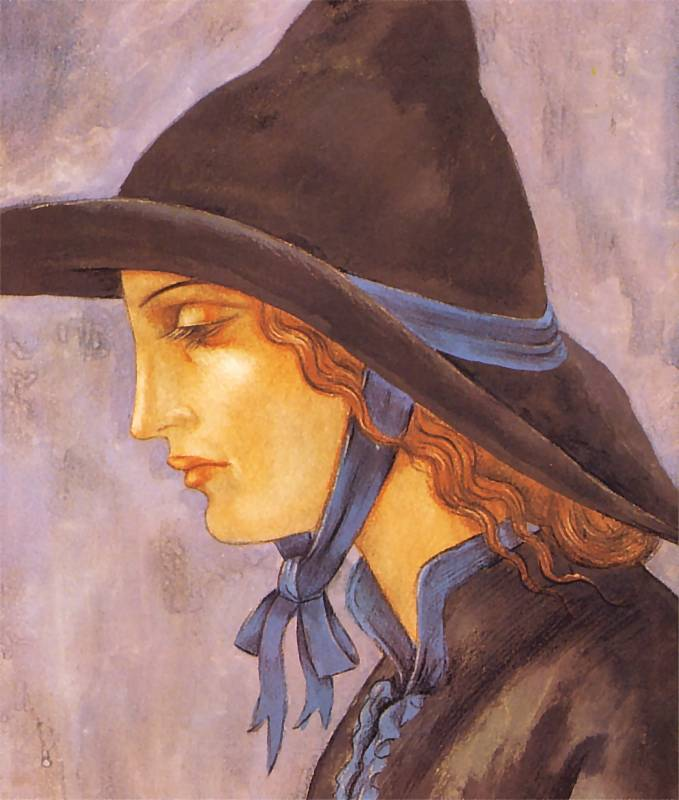
Női fej
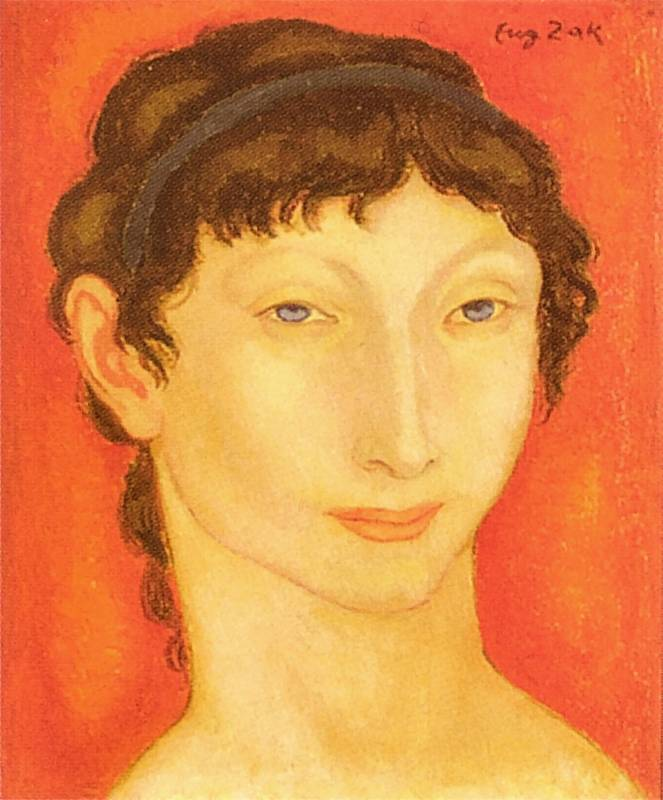
Fiatal nő
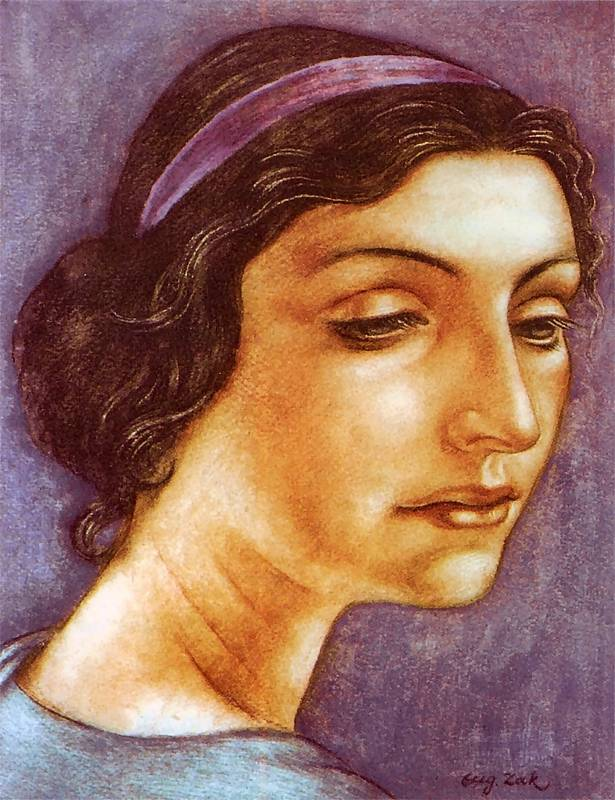
A felesége portréja

Tájképek

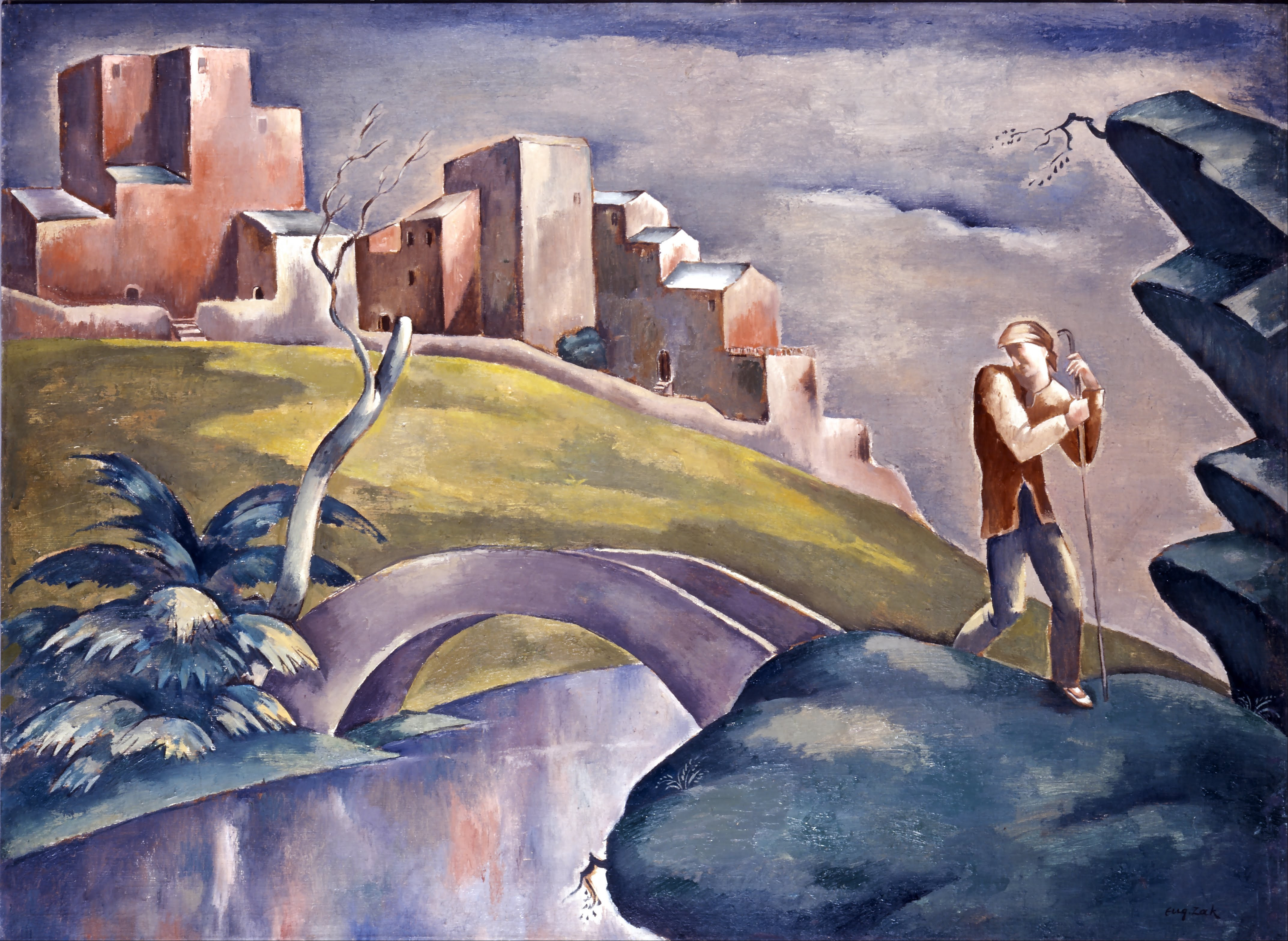
Táj és emberi alak
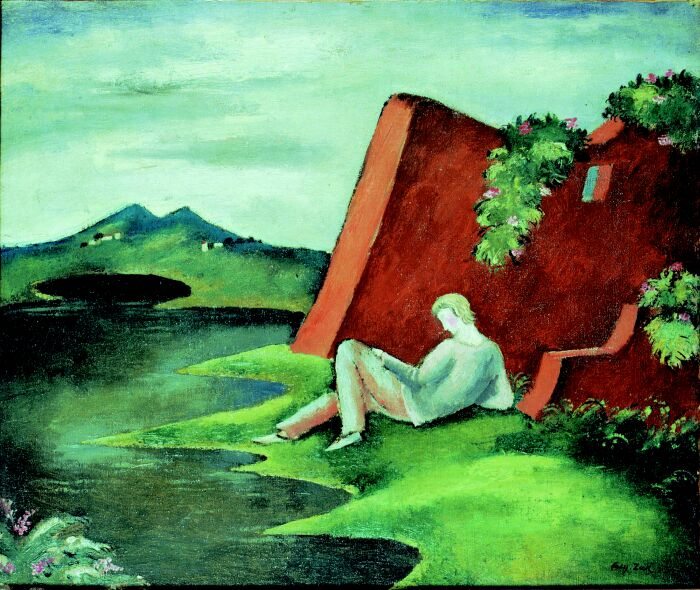
Idill - táj egy fekvő fiatalemberrel
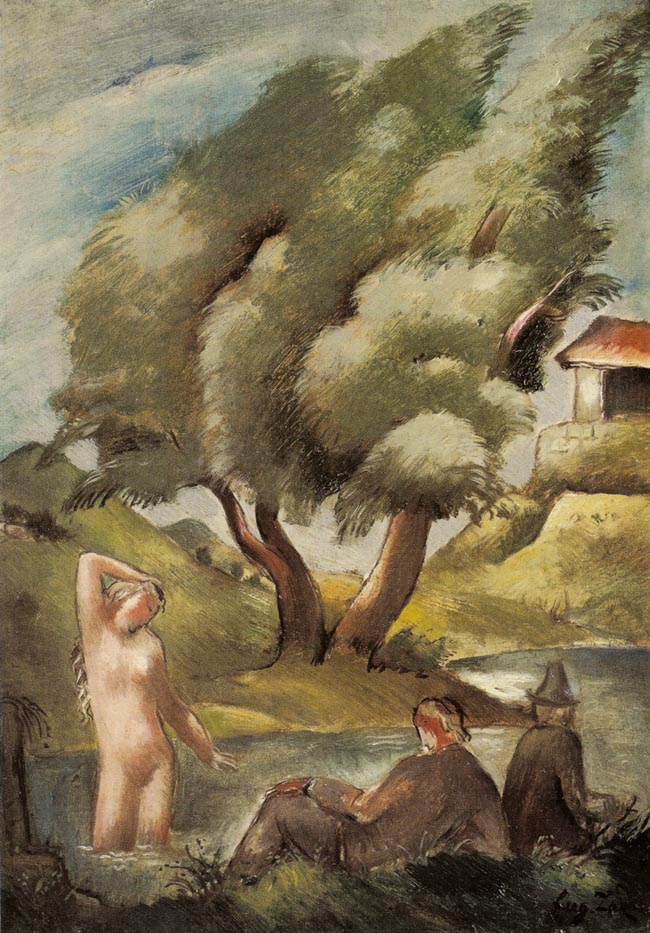
Fürdőző
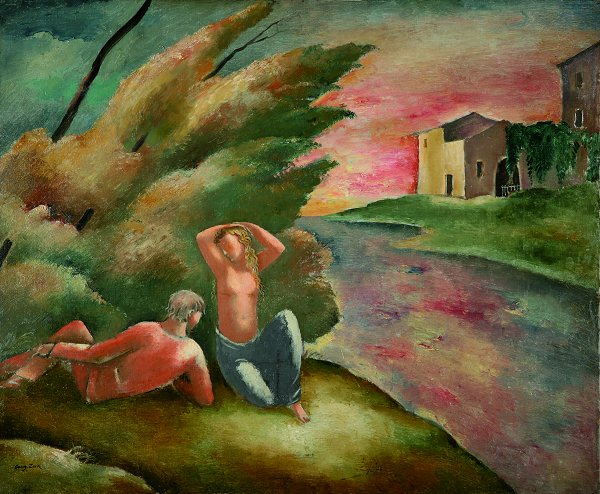
Idill
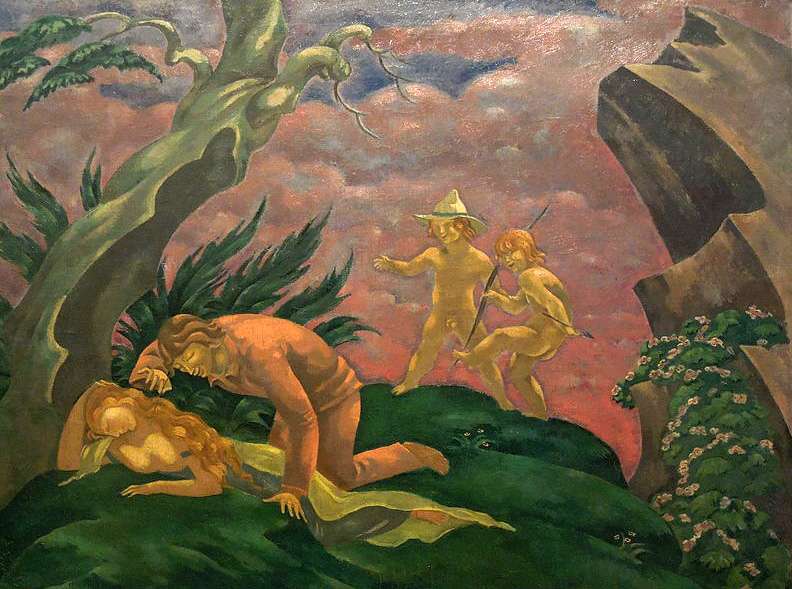
Idill

## Fordítás
- Ez a szócikk részben vagy egészben  az   Eugeniusz Zak című lengyel Wikipédia-szócikk ezen változatának fordításán alapul.  Az eredeti cikk szerkesztőit annak laptörténete sorolja fel. Ez a jelzés csupán a megfogalmazás eredetét és a szerzői jogokat jelzi, nem szolgál a cikkben szereplő információk forrásmegjelöléseként.